# وحشت در آمیتی‌ویل ۴
وحشت در آمیتی‌ویل ۴: فرار شیطان (انگلیسی: Amityville 4: The Evil Escapes) یک تله‌فیلم آمریکایی در ژانر داستان ماوراء طبیعی و فیلم ترسناک محصول سال ۱۹۸۹ به نویسندگی و کارگردانی سندور استرن با بازی پتی دوک، جین وایت و فردریک لنه است. این چهارمین فیلم بر اساس داستان وحشت در آمیتی‌ویل، در ۱۲ مه ۱۹۸۹ از شبکه ان‌بی‌سی نمایش داده شد. این تنها دنباله آمیتی‌ویل بود که بر اساس کتابی از سری کتاب‌های اصلی ساخته شد. با توجه به اینکه در پایان فیلم سوم خانه منفجر شده‌است، هرگز در فیلم توضیح داده نمی‌شود که چگونه خانه دوباره سالم است.

## انتشار
این فیلم در آوریل ۱۹۹۰ در بریتانیا در یک ویدیوی خانگی توزیع شد. این فیلم دو بار در سال‌های ۲۰۰۳ و ۲۰۰۷ روی دی‌وی‌دی منتشر شد